# 錫達克里克克羅辛 (亞利桑那州)
錫達克里克克羅辛（英語：Cedar Creek Crossing）是位於美國亞利桑那州希拉縣的一個非建制地區。該地的面積和人口皆未知。

## 地理
錫達克里克克羅辛的座標為33°51′55″N 110°12′04″W / 33.86528°N 110.20111°W，而該地的平均海拔高度為1453米（即4767英尺）。